# IC 3724
IC 3724 је спирална галаксија у сазвјежђу Дјевица која се налази на листи објеката дубоког неба у Индекс каталогу.
Деклинација објекта је + 10° 16' 55" а ректасцензија 12h 44m 53,8s. Привидна величина (магнитуда) објекта IC 3724 износи 14,7 а фотографска магнитуда 15,4. IC 3724 је још познат и под ознакама CGCG 71-27, VCC 2009, PGC 42960.